# كيزل
كيزيل، بيرم كراي (بالروسية: Кизел) هي إحدى مدن روسيا في الكيان الفدرالي الروسي بيرم كراي.